# Liste des courants de l'anthropologie
Vous trouverez ci-dessous une liste des courants théoriques de l'anthropologie classés chronologiquement.

## Courantévolutionniste
- Johann Jakob Bachofen (1815-1887)
- Lewis Henry Morgan (1818-1881)
- Karl Marx (1818-1883)
- Friedrich Engels (1820-1895)
- Herbert Spencer (1820-1903)
- Edward Tylor (1832-1917)
- James George Frazer (1854-1941)
- Alain Testart (1945-2013)

## Anthropologie anarchiste
Précurseurs
- Élie Reclus (1827-1904)
- Marcel Mauss (1872-195)
- Alfred Radcliffe-Brown (1881-1955)

Anarchistes
- Pierre Kropotkine (1842-1921)
- Harold Barclay (1924-2017)
- Marshall Sahlins (1930-2021)
- Pierre Clastres (1934-1977)
- James C. Scott (1936-2024)
- Charles Macdonald (1944- )
- David Graeber (1961-2020)

## Diffusionnisme
- Friedrich Ratzel (1844-1904)
- Franz Boas (1858-1942)
- W.H.R. Rivers (1864-1922)
- Alfred Louis Kroeber (1876-1960)

## École sociologique française
- Émile Durkheim (1858-1917)
- Lucien Lévy-Bruhl (1857-1939)
- Marcel Mauss (1872-1950)
- Robert Hertz (1881-1915)

## Anthropologie symbolique
- Maurice Leenhardt (1878-1954)
- Marcel Griaule (1898-1956)

## Anthropologie sociale britannique
- Alfred Radcliffe-Brown (1881-1955)
- Edward Evan Evans-Pritchard (1902-1973)
- Meyer Fortes (1904-1983)
- Jack Goody (1914-2015)
- Mary Douglas (1921-2007)

## Fonctionnalisme
- Bronisław Malinowski (1884-1942)
- Alfred Radcliffe-Brown (1881-1955)
- Raymond Firth (1901-2002)

## Anthropologie culturaliste américaine

### Culture et particularisme historique
- Franz Boas (1858-1942)
- Alfred Louis Kroeber (1876-1960)
- Edward Sapir (1884-1939)
- Robert Harry Lowie (1883-1957)

### Culture et personnalité (culturalismestricto sensu)
- Ruth Benedict (1887-1948)
- Abram Kardiner (1891-1981)
- Ralph Linton (1893-1953)
- Margaret Mead (1901-1978)

### Matérialisme culturel
- Leslie White (1900-1975)
- Julian Steward (1902-1972)
- Marvin Harris (1927-2001)
- Marshall Sahlins (né en 1930)

## Anthropologie néo-marxiste
- Claude Meillassoux (1925-2005)
- Maurice Godelier (né en 1934)
- Emmanuel Terray (né en 1935)
- Pierre Bonte (né en 1942)

## Structuralisme
- Claude Lévi-Strauss (1908-2009)
- Louis Dumont (1911-1998)
- Rodney Needham (1923-2006)
- Luc de Heusch (1927-2012)
- Françoise Héritier (1933-2017)

## Dynamisme social
- Roger Bastide (1898-1974)
- Georges Balandier (1920-2016)

## Anthropologie Politique et du Contemporain
- Marc Augé (1935-2023)
- Marc Abélès (1950-

## Ethnologiepostmoderne
représentant du culturalisme américain
- Clifford Geertz (1926-2006)

## Anthropologie des techniques
- Bruno Latour (1947-2022)
- Pierre Lemonnier (né en 1948)
- André Leroi-Gourhan (1911-1986)

## Anthropologie prospective
- Mike Singleton
- Pierre-Joseph Laurent